# Jan z Montecorvino
Jan z Montecorvino (ur. 1247 w Montecorvino, zm. 3 stycznia 1328 w Pekinie) – włoski franciszkanin i misjonarz, pierwszy arcybiskup Pekinu, legat papieski.
Istnieją dwie różne opinie dotyczące miejsca urodzenia. Jedni wskazują na wieś Montecorvino Rovella we włoskiej prowincji Salerno inni na gród Montecorvino w Apulii w pobliżu Lucery. Za drugą lokalizacją przemawia świadectwo współczesnego Janowi zakonnika o imieniu Elemosina, który w swojej Chronicon zanotował: Frater Ioannes de Montecorvino Apuliae.
O kanonizację poprosili biskupi chińscy 12 czerwca 1924 papieża Piusa XI.

## Życiorys
W roku 1286 ilchan Argun wysłał przez biskupa nestoriańskiego Bar Saumę list do papieża z prośbą o przysłanie misjonarzy katolickich na dwór władcy Chin Kubilaj-chana, który sympatyzował z doktryną chrześcijańską. Mniej więcej w tym samym czasie znalazł się na dworze Mikołaja IV z podobnymi informacjami Jan z Montecorvino. Papież powierzył mu misję krzewienia wiary chrześcijańskiej na Dalekim Wschodzie, gdzie w tym czasie przebywał jeszcze sławny Marco Polo.
Jan rozpoczął swoją podróż 15 lipca 1289 z Rieti, gdzie w tym czasie znajdował się dwór papieski. Miał ze sobą listy do ilchana Arguna, cesarza Chin Kubilja-chana, chana Kajdu, króla Armenii oraz patriarchy jakobickiego. Najpierw przybył do Antiochii, następnie drogą lądową do Sis, stolicy Królestwa Małej Armenii, skąd dalej do Tebrizu w Iranie. Tam spotkał swych towarzyszy wyprawy misyjnej, dominikanina Nicolo da Pistoia oraz zamożnego kupca Pietro di Lucalongo. Z Iranu przyszły arcybiskup Pekinu udał się drogą morską do Indii (1291), gdzie duszpasterzował przez 13 miesięcy i ochrzcił 100 osób. W Indiach zmarł Nicola da Pistoia. Po opuszczeniu Meliapuru (dzisiaj dzielnica Ćennaj) w 1294 misjonarze dotarli do Chin. Tutaj dowiedzieli się, że w międzyczasie zmarł Kubilaj-chan, a jego następcą został Temür Öldżejtü. Nowy władca, chociaż sam nie przyjął chrześcijaństwa, nie był jednak przeciwny działalności apostolskiej Jana z Montecorvino. Spotkała się ona jednak z niezadowoleniem członków kościoła nestoriańskiego.
W roku 1299 misjonarz wybudował pierwszy kościół katolicki w Pekinie, zaś sześć lat później drugi wraz z oficynami i domostwami dla 200 osób tuż przed pałacem cesarskim. W tym okresie Jan z Montecorvino zgromadził w założonej przez siebie szkole misyjnej blisko 150 dzieci w wieku od 7 do 11 lat, ucząc ich łaciny i greki. Specjalnie dla nich napisał pieśni. Uczył je służenia do Mszy i śpiewu liturgicznego. Misjonarz nauczył się chińskiego, przetłumaczył na niego Nowy Testament i Księgę Psalmów. Wśród nawróconych na chrześcijaństwo 6000 mieszkańców Środkowej Azji znalazł się wyznający wcześniej nestorianizm książę Ongutów. Władca ten, o imieniu Giwargis (wymowa tur. Kirghiz, por. Kirgizi), wymieniany jest w dziele opisującym podróż Marco Polo. Także w innych miastach Jan z Montecorvino budował kościoły i zakładał klasztory. W sumie wybudował trzy kościoły w Pekinie, kościół i klasztor w Yangzhou (Jiangsu), 3 kościoły i klasztory w Quanzhou w prowincji Fujian, inne kościoły i ośrodki chrześcijańskie w Zhejiang, kraju Ongutów i Ałmałyku. Wśród nawróconych były tysiące Mongołów. O tych dziełach Jana z Montecorvino dowiedziano się w Europie z jego listów datowanych na 8 stycznia 1305 oraz 13 lutego 1306.
Jan z Montecorvino, działając w odosobnieniu, poświęcił na swoje dzieło niemal 11 lat. Wsparcie nadeszło dopiero w 1304 roku, kiedy to z terenów Niemiec przybył Arnold z Kolonii, by mu asystować.
W 1307 papież Klemens V, zadowolony z sukcesów misjonarza, wysłał siedmiu innych franciszkańskich biskupów (konsekrowani 23 lipca 1307), którzy mieli konsekrować go na pierwszego arcybiskupa Pekinu i całych Chin – in toto dominio Tartarorum. Z tych siedmiu braci mniejszych do Pekinu dotarło zaledwie trzech: Andrea da Perugia, Gerardo Albuini i Pellegrino da Città di Castello. Konsekracja arcybiskupia odbyła się w roku 1308.
Cztery lata później trzech innych minorytów zostało wysłanych z Rzymu. Mieli zostać biskupami pomocniczymi arcybiskupa Jana. Powstało wtedy 31 nowych diecezji na terenie Dalekiego Wschodu. Jan z Montecorvino zmarł w roku 1328, został pochowany w Pekinie (dawniej Chanbałyk). Przed śmiercią spotkał się jeszcze z innym wielkim misjonarzem franciszkańskim Odorykiem z Pordenone. Założone przez Jana z Montecorvino wspólnoty katolickie, na skutek braku rodzimych powołań i prześladowań w czasach dynastii Ming, przestały istnieć (1410).